# Niels-Henry Mörck
Niels-Henry Mörck, född 6 augusti 1923 i Oslo, död 17 april 2012 i Göteborg, var en svensk lärare, målare och tecknare.
Han var son till möbelsnickaren Carsten Louis Mørck och Valborg Gade Pedersen och från 1950 gift med textilkonstnären Ulla Vilhelmina Lilljegren. Mörck studerade konst vid Slöjdföreningens skola i Göteborg och vid Det Kongelige Danske Kunstakademi i Köpenhamn. Efter studierna arbetade han som assistent till Nils Wedel vid utförandet av en större vaxmålning vid Norrköpings konstmuseum. Han medverkade i utställningarna Nutida svensk grafik på Nationalmuseum, Svart och vitt på Konstakademien, Ung grafik hos Föreningen Graphica i Lund, Liljevalchs Stockholmssalonger och Unga göteborgare på Göteborgs konsthall. Bland hans offentliga arbeten märks mosaikarbeten för Lerums skola, vävnader för Hotell Lysekil, mosaikreliefer för höghus i Göteborg samt vävnader för Folkets hus i Göteborg. Som illustratör illustrerade han bland annat Euripides Backanterna och ett flertal bokomslag. Hans konst består till stor del av bohuslänska landskapsmotiv. Han var under flera år verksam som lärare och perfekt vid HDK i Göteborg. Mörck är representerad vid Nationalmuseum och Göteborgs konstmuseum.